# Boletobiinae
Sous-famille
Les Boletobiinae sont une sous-famille de papillons de nuit de la famille Erebidae, contenant environ 956 espèces. Le taxon a été décrit par Achille Guenée en 1858,.

## Taxonomie
Des analyses phylogénétiques a déterminé que plusieurs sous-familles de la famille Erebidae qui ont été proposées dans la littérature entomologique depuis 2005, notamment les Araeopteroninae, les Aventiinae, les Boletobiinae, les Eublemminae et les Phytometrinae, forment ensemble un clade fortement soutenu en tant que sous-famille agrégée des Boletobiinae. Les regroupements de genres au niveau des tribus au sein de cette sous-famille élargie des Boletobiinae font l'objet d'études continues,.

## Liste des genres
- Acidaliodes Hampson, 1910
- Acremma Berio, 1959
- Acygnatha Hampson, 1926
- Allerastria Brown, 198
- Anatatha Hampson, 1926
- Anereuthina Hübner, 1823
- Araeopterella Dyar, 1914
- Araeopteron Hampson, 1893
- Arasada Moore, 1885
- Arenarba Berio, 1950
- Argyrolopha Hampson, 1914
- Aroana Bethune-Baker, 1906
- Artigisa Walker, 1863
- Ataboruza Holloway, 2009
- Attonda Swinhoe, 1919
- Aventiola Staudinger, 1892
- Caduca Moore, 1885
- Callhyccoda Berio, 1935
- Callostrotia Hampson, 1914
- Calymma Hübner, 1823
- Cautatha Hampson, 1910
- Cerynea Walker, 1859
- Chionoxantha Hampson, 1914
- Colobochyla Hübner, 1825
- Condate Walker, 1862
- Cophanta Walker, 1864
- Corgatha Walker, 1859
- Corgathalia Berio, 1966
- Craspedosada Holloway, 2009
- Cretonia Walker, 1866
- Cruxoruza Holloway, 2009
- Cryphioides Berio, 1964
- Daona Walker, 186
- Decticryptis Hampson, 1910
- Diomea Walker, 1858
- Diplothecta Turner, 1920
- Drepanorhina Hampson, 1926
- Dunira Moore, 1885
- Dysgnathia Warren, 1913
- Enispa Walker, 1866
- Enispodes Warren, 1913
- Epicerynea Hampson, 1914
- Epigrypera Hampson, 1910
- Eublarginea Berio, 1966
- Eublemma Hübner, 1821
- Eublemmistis Hampson, 1902
- Eublemmoides Bethune-Baker, 1906
- Foedindecora Hacker, 2019
- Fulvarba Berio, 1950
- Galleridia Hampson, 1896
- Gesonia Walker, 1859
- Gesoniodes Hacker, 2019
- Giubicolanta Berio, 1937
- Glympis Walker, 1859
- Haemaphlebia Hampson, 1910
- Hemeroplanis Hübner, 1818
- Hemipsectra Hampson, 1891
- Holocryptis Lucas T. P., 1892
- Homodes Guenée, 1852
- Honeyania Berio, 1989
- Hormoschista Möschler, 1890
- Hypenagonia Hampson, 1893
- Hypercodia Hampson, 1910
- Hypersada Hacker, 2019
- Hypersophtha Berio, 1954
- Hyperstrotia Hampson, 1910
- Hypertrocta Hampson, 1893
- Hypobleta Turner, 1908
- Hyposada Hampson, 1910
- Hypostrotia Hampson, 1926
- Hyriodes Hampson, 1910
- Janseodes Viette, 1967
- Lamprolopha Hampson, 1914
- Laspeyria Germar, 1810
- Latiphea Özdikmen & Seven, 2006
- Lobocheilos Hampson, 1891
- Lopharthrum Hampson, 1895
- Lophocryptis Hampson, 1914
- Lophopanilla Hampson, 1926
- Lophorache Hampson, 1910
- Lophoruza Hampson, 1910
- Loxioda Warren, 1913
- Maguda Walker, 1866
- Manoblemma Yoshimoto, 1999
- Marca Saalmüller, 1891
- Meneclia Grünberg, 1910
- Meneptera Hampson, 1910
- Mesasteria Hampson, 1926
- Mesocopsis Warren, 1913
- Metachrostis Hübner, 1820
- Metalectra Hübner, 1823
- Metaemene Hampson, 1910
- Metaphoenia Hampson, 1926
- Microraphe Berio, 1937
- Mursa Walker, 1859
- Myana Swinhoe, 1884
- Mycterophora Hulst, 1896
- Naganoella Sugi, 1982
- Nechesia Walker, 1862
- Neochrostis Hampson, 1902
- Niaccaba Walker, 1866
- Nychioptera Franclemont, 1966
- Obana Walker, 1862
- Oederastria Hampson, 1902
- Oediblemma Hampson, 1918
- Olulis Walker, 1863
- Ommatochila Butler, 1894
- Oruza Walker, 1861
- Oxycilla Grote, 1896
- Panilla Moore, 1885
- Paragona Staudinger, 1892
- Parascotia Hübner, 1825
- Parolulis Hampson, 1926
- Paroruza Hampson, 1902
- Phytometra Haworth, 1809
- Polysciera Hampson, 1926
- Prolophota Hampson, 1896
- Proroblemma Hampson, 1910
- Prosoparia Grote, 1883
- Protarache Hampson, 1910
- Protomeroleuca Berio, 1966
- Pseudomicrodes Hampson, 1910
- Radara Walker, 1862
- Raparnodes Hacker, 2019
- Remmigabara Kononenko, Han & Matov, 2010
- Rhesala Walker, 1858
- Rhesalides Prout, 1921
- Saroba Walker, 1865
- Sarobides Hampson, 1926
- Selenoperas Hampson, 1926
- Singara Walker, 1865
- Spargaloma Grote, 1873
- Steganiodes Hampson, 1910
- Strongylosia Hampson, 1926
- Syngatha Bethune-Baker, 1913
- Tamba Walker, 1869
- Taraconica Berio, 1959
- Tavila Walker, 1869
- Tegiapa Nye, 1975
- Teucocranon Berio, 1937
- Thyatirina Hampson, 1910
- Tipasa Walker, 1863
- Tiruvaca Swinhoe, 1863
- Toana Walker, 1865
- Toanopsis Prout, 1926
- Trichoblemma Hampson, 1926
- Trisateles Tams, 1939
- Trogacontia Hampson, 1896
- Tropidtamba Hampson, 1926
- Uncula Swinhoe, 1900
- Veia Walker, 1863
- Vescisa Walker, 1864
- Xanthomera Hampson, 1914
- Zelicodes Grote, 1896
- Zurobata Walker, 1866